# Bergerschacht
Der Bergerschacht war eine Steinkohlengrube der Freiherrlich von Burgker Steinkohlen- und Eisenhüttenwerke. Der Schacht lag im zentralen Teil der Steinkohlenlagerstätte des Döhlener Beckens auf Großburgker Flur.

## Geschichte
Carl Gottlieb Dathe, der Besitzer des Rittergutes Burgk und der Kohlenrechte begann 1810 mit dem Teufen des Schachtes. Der bei 258,50 m NN angesetzte Schacht erreichte eine Teufe von 168,80 Metern. Ab 128,90 Meter wurde das 1. Flöz mit einer Mächtigkeit von 5 Metern durchteuft. Bei einer Teufe von 133,90 m wurde der 1. Füllort angelegt. Der 2. Füllort wurde in einer Teufe von 168,80 m angelegt. In dem auf der 2. Sohle nach Osten aufgefahrenen Querschlag nahm das 1. Flöz an Mächtigkeit zu und erreichte 8 Meter. In einem saigeren Abstand von 7,40 Metern wurde das 0,90 Meter mächtige 2. Flöz durchfahren. In einem saigeren Abstand von 12 Metern zum 2. Flöz wurde das 1,80 Meter mächtige 3. Flöz durchfahren. Das hier bauwürdige Flöz wurde auf einer Fläche von 7200 m2 abgebaut.
80 Meter westlich des Schachtes setzt der nördliche Zweig der Beckerschachtverwerfung mit einer Sprunghöhe von 14 Metern von Südost nach Nordwest durch das Grubenfeld.
Zur Entwässerung des Grubenfeldes diente ein Stollnflügel des Burgker Weißeritzstollns, der in einer Teufe von 93,80 m den Schacht erreichte. Das Mundloch befindet sich am rechten Ufer der Weißeritz.
Als Fahrung für die Mannschaft diente eine Seitenstrecke der Tagesstrecke Oberes Revier in Burgk. Damit sparte man sich den Einbau einer Fahrkunst im Schacht. Zur Förderung diente anfangs ein Pferdegöpel. Ab 1844 kam eine Dampfmaschine zur Förderung und Wasserhaltung zum Einsatz. Gebaut wurde sie von den Freiherrlich von Burgker Eisenhüttenwerken.
Im Jahr 1867 wurde der Abbau nach der Förderung von 358.726 t Steinkohle infolge Erschöpfung der Vorräte eingestellt und der Schacht abgeworfen.
In 52 m westlicher Entfernung vom Schacht wurde 1953 durch die Wismut AG (Wismut Objekt 06/15/49) der Schacht 3 (Schacht 360) zur Untersuchung des Bergerschachtfeldes geteuft. Ab 1955 wurde das Feld durch den VEB Steinkohlenwerk „Willi Agatz“ vorgerichtet und zum Teil abgebaut. In der Horizontalförderung kamen hier Akkulokomotiven der Typen Karlik, Metallist und El 9 zum Einsatz.
1971 wurde der Bergerschacht durch die Bergsicherung verwahrt.